# Stypella grilletii
Stypella grilletii är en svampart som först beskrevs av Jean Louis Emile Boudier, och fick sitt nu gällande namn av P. Roberts 1998. Stypella grilletii ingår i släktet Stypella, ordningen Auriculariales, klassen Agaricomycetes, divisionen basidiesvampar och riket svampar.   Inga underarter finns listade i Catalogue of Life.
I den svenska databasen Dyntaxa används istället namnet Myxarium varium för samma taxon.  Arten är reproducerande i Sverige.